# Бинау
Бинау (нем. Binau) — община в Германии, в земле Баден-Вюртемберг.
Подчиняется административному округу Карлсруэ. Входит в состав района Неккар-Оденвальд. Население составляет 1378 человек (на 31 декабря 2010 года). Занимает площадь 4,83 км².

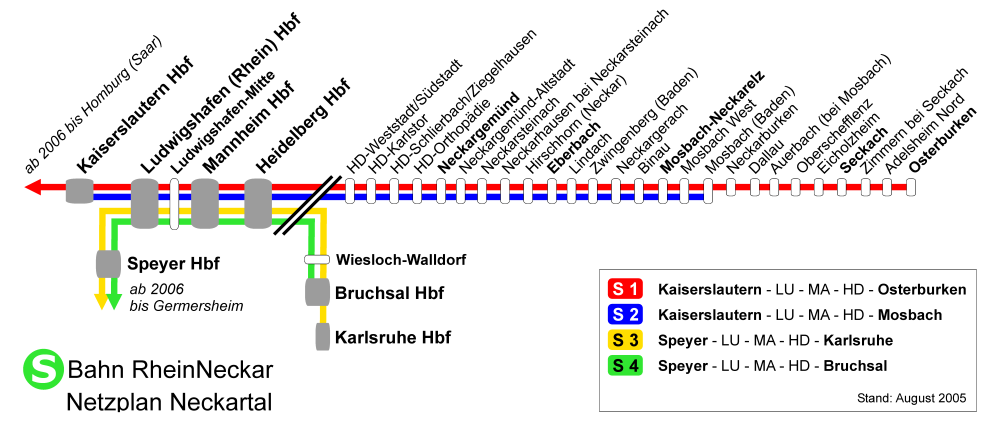
Бинау